# 国際連合安全保障理事会決議570
国際連合安全保障理事会決議570（こくさいれんごうあんぜんほしょうりじかいけつぎ570 英: United Nations Security Council Resolution 570）は、1985年9月12日に国際連合安全保障理事会で採択された決議。国際司法裁判所（英: International Court of Justice）判事のプラトン・モロゾフが死去したことに伴い、1985年12月9日に判事を補充するための選挙を国際連合安全保障理事会と国際連合総会（第40会期）において実施することを決定するためである。
プラトン・モロゾフは1906年にロシア帝国・レニングラード（現在のロシア・サンクトペテルブルグ）で生まれ、ソビエト連邦を代表する弁護士として様々な国際機関に従事してきた。1979年2月6日に判事として再選され、1988年で任期を終える予定だったのだが、1985年に体調不良を理由に辞任することになった。国際司法裁判所の判事が体調不良を理由に任期満了前に辞任するのは史上2人目であった。